# Павлова, Каролина Карловна
Кароли́на Ка́рловна Па́влова (урождённая Яниш; 10 [22] июля 1807, Ярославль, Российская империя — 2 [14] декабря 1893, Дрезден, Германская империя) — русская поэтесса и переводчица, хозяйка одного из наиболее известных литературных салонов Москвы 1840-х годов, близкая к славянофилам. Почётный член Общества любителей российской словесности (с 1863).

## Биография
Родилась 10 (22) июля 1807 года в Ярославле. Детство, юность и зрелую пору жизни провела в Москве. Отец её, обрусевший немец, профессор Карл Иванович Яниш, был широко образованным человеком. Медик по специальности, он преподавал физику и химию, занимался астрономией и живописью, отлично знал литературу. Под руководством отца Каролина получила прекрасное домашнее воспитание. Ребёнком она уже знала четыре языка и помогала отцу в его астрономических наблюдениях. 
В 1812 году семейство, спасаясь от французского нашествия, выехало в Ярославль. Впоследствии Каролина Павлова оставила воспоминания о жизни московских дворянских семей в эвакуации, где в том числе описала и своеобразный политический салон пожилой графини Екатерины Строгановой, урождённой Трубецкой.
В Москве Каролина слыла девицей, «одарённой самыми разнообразными и самыми необыкновенными талантами».

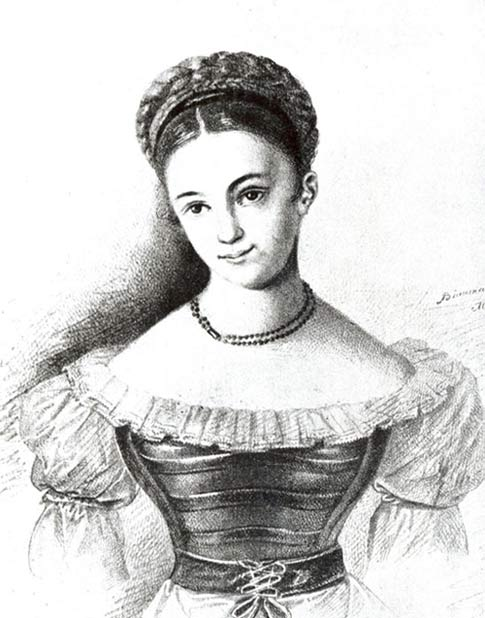
Портрет Каролины Яниш работы В. Ф. Бинемана (1820-е гг.)

В молодости Каролине довелось пережить сильное душевное потрясение. В 1825 году она встретилась с польским поэтом Адамом Мицкевичем, высланным с родины в Москву за причастность к национально-освободительному движению поляков против русского самодержавия. Молодые люди полюбили друг друга и собирались пожениться, но Яниши восстали против брака дочери с необеспеченным и политически неблагонадёжным поэтом. Да и сам Мицкевич, кажется, охладел к невесте и не прочь был освободиться от данного ей слова. Вскоре Мицкевич оставил Москву и больше с Каролиной Карловной не встречался. Эта неудачная любовь отразилась во многих ранних стихах Павловой. Много лет спустя, глубокой старухой, она писала сыну Мицкевича: «Воспоминание об этой любви и доселе является счастьем для меня».
В конце 1820-х годов Каролина Карловна сблизилась с московскими литературными кругами, между прочим — с Е. А. Баратынским и Н. М. Языковым. Тогда же она и сама приступила к литературным занятиям — на первых порах в качестве переводчицы на немецкий и французский языки стихотворений Пушкина и других современных русских поэтов. Первые оригинальные стихи Каролины были также написаны по-немецки и по-французски. Немецкие переводы девицы Яниш были доставлены в рукописи Гёте, который одобрил их и прислал переводчице лестное письмо. В 1833 году переводы эти были изданы в Германии. Несколько позже, в 1839 году, в Париже вышел сделанный Каролиной Карловной французский перевод трагедии Шиллера «Жанна д’Арк». К тому времени она начала писать и русские стихи, пользовавшиеся успехом в московских литературных салонах.
Между тем личная жизнь Каролины Яниш складывалась не слишком удачно. Она была уже не первой молодости. Ей грозила участь остаться старой девой. Но в 1836 году Янишам досталось довольно значительное наследство, и Каролина Карловна стала богатой невестой. Вскоре нашёлся и жених — известный в своё время писатель Николай Филиппович Павлов, человек легкомысленный, отчаянный игрок и к тому же бывший на худом счету у начальства (отчасти как автор повестей с довольно резкими антикрепостническими выпадами).
Выйдя за Павлова замуж, Каролина Карловна немедленно завела собственный литературный салон, в котором безраздельно «царила». Писатели, учёные, артисты, художники и музыканты охотно посещали собрания у Павловой. По мнению Н. Берга, они относились к ней несколько насмешливо, недолюбливали за чопорность, громадное самомнение и необоримую страсть зачитывать всех и каждого своими стихами.
1840-е годы были временем наибольших успехов Павловой и расцвета её поэтического дарования. Она писала много, деятельно участвовала в журналах и альманахах, выработала свою характерную поэтическую манеру, несколько холодноватую, но в высшей степени эффектную, овладела отточенным стихотворным мастерством.

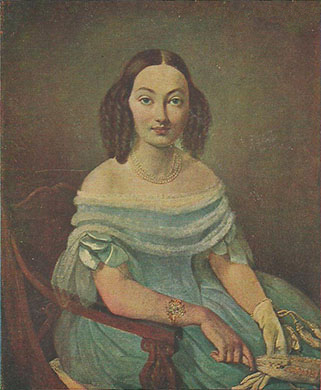
Портрет Каролины Карловны

В 1848 году был издан роман Павловой «Двойная жизнь», написанный стихами и прозой. К тому же времени относится её небольшая поэма «Разговор в Трианоне», которую сама она считала лучшим своим произведением. Хотя эта поэма в силу некоторых обстоятельств была запрещена цензурой, Павлова выступила в ней убеждённой и воинствующей противницей передовых идей, со страхом встретившей революционные события, развернувшиеся в 1848 году на Западе.
Вскоре на К. Павлову обрушились серьёзные неприятности. Она была несчастлива в семейной жизни. Н. Ф. Павлов спустил с рук её состояние. В 1852 году между супругами произошёл полный разрыв. Старик Яниш по наущению дочери (как утверждали) пожаловался на Павлова начальству, которое только искало случая придраться к человеку, слывшему неблагонадёжным. У Павлова был произведён обыск и найдено множество запрещённых книг. Сначала его посадили в долговую тюрьму, так называемую «Яму», а потом выслали под надзор полиции в Пермь.
Эта скандальная история произвела в Москве большой шум и вооружила против Каролины Карловны общественное мнение, поскольку в ней видели главную виновницу беды, свалившейся на Павлова. Известный остряк С. А. Соболевский пустил по рукам злое стихотворение, которое начиналось так:

Ах, куда ни взглянешь, 

Всё любви могила! 

Мужа мамзель Яниш 

В Яму посадила…
 Оставаться в Москве Каролине Павловой было неловко, и весной 1853 года она уехала в Петербург, а оттуда — в Дерпт, где подружилась с поэтом А. К. Толстым (впоследствии она перевела на немецкий язык его баллады, поэмы и драмы). На политические события 1854 года (Крымская война с французами и англичанами, оборона Севастополя) Павлова откликнулась поэмой «Разговор в Кремле», написанной в охранительном, официально-патриотическом духе. В передовых общественных и литературных кругах поэму, естественно, встретили в штыки.
Обиженная и растерявшаяся, но не сдавшая своих консервативных позиций, Павлова решила покинуть Россию. Она побывала в Константинополе, в Италии, в Швейцарии, а в 1861 году окончательно поселилась в Германии, в Дрездене, лишь изредка и на короткое время наезжая в Россию.
Иногда стихи её появлялись во второстепенных русских изданиях. В 1863 году в Москве вышел небольшой сборник её стихотворений, насмешливо встреченный передовой критикой. Сборник этот безнадёжно запоздал: поэзия, жившая преданиями романтизма 1830-х годов и начисто отрешённая от задач общественной борьбы, в эпоху 1860-х годов была совершенно не ко времени.
Смерть её, 2 (14) декабря 1893 года, осталась незамеченной, и сама память о ней надолго заглохла. «Воскресил» Павлову Валерий Брюсов, издавший в 1915 году собрание её сочинений. Каролина Павлова обрела своё место в истории русской поэзии 1840—1850-х годов, когда она с немалым талантом и бесспорным мастерством создавала свои лучшие произведения.

## Книги
- Стихотворения. М., 1863;
- Полное собрание сочинений, тт. 1—2. Пг., 1915 (т. 1. Вступ. статья В. Я. Брюсова);
  - Том первый
  - Том второй
- Полное собрание стихотворений. / Вступ. статья Н. Коварского. Редакция текста и примечания Е. Казанович. Л.: Советский писатель, 1939. «Библиотека поэта», Большая серия.
- Полное собрание стихотворений. / Вступ. статья П. П. Громова. Подготовка текста и примечания Н. М. Гайденкова. М.-Л.: Сов. писатель. 1964. — 616 с. — 25 000 экз. «Библиотека поэта», Большая серия. Второе издание. (БПБС)